# Élections parlementaires polonaises de 2015
Les élections parlementaires polonaises de 2015 (en polonais : Wybory parlamentarne w Polsce w 2015 roku) se tiennent le 25 octobre 2015 pour renouveler les deux chambres du Parlement polonais que sont la Diète (en polonais : Sejm) et le Sénat.
Ce scrutin a lieu quelques mois après l'élection présidentielle du mois de mai 2015, remportée au second tour par le candidat conservateur Andrzej Duda contre le chef de l'État sortant, Bronisław Komorowski.
La majorité libérale sortante PO-PSL, au pouvoir depuis huit ans et conduite par Ewa Kopacz, est défaite par les conservateurs de Droit et justice (PiS), qui obtiennent une majorité absolue de sièges au Parlement alors qu'aucun parti politique n'y était parvenu depuis la fin du régime communiste en 1989. Autre fait inédit, la gauche n'obtient aucun élu à la Diète ou au Sénat.

## Contexte

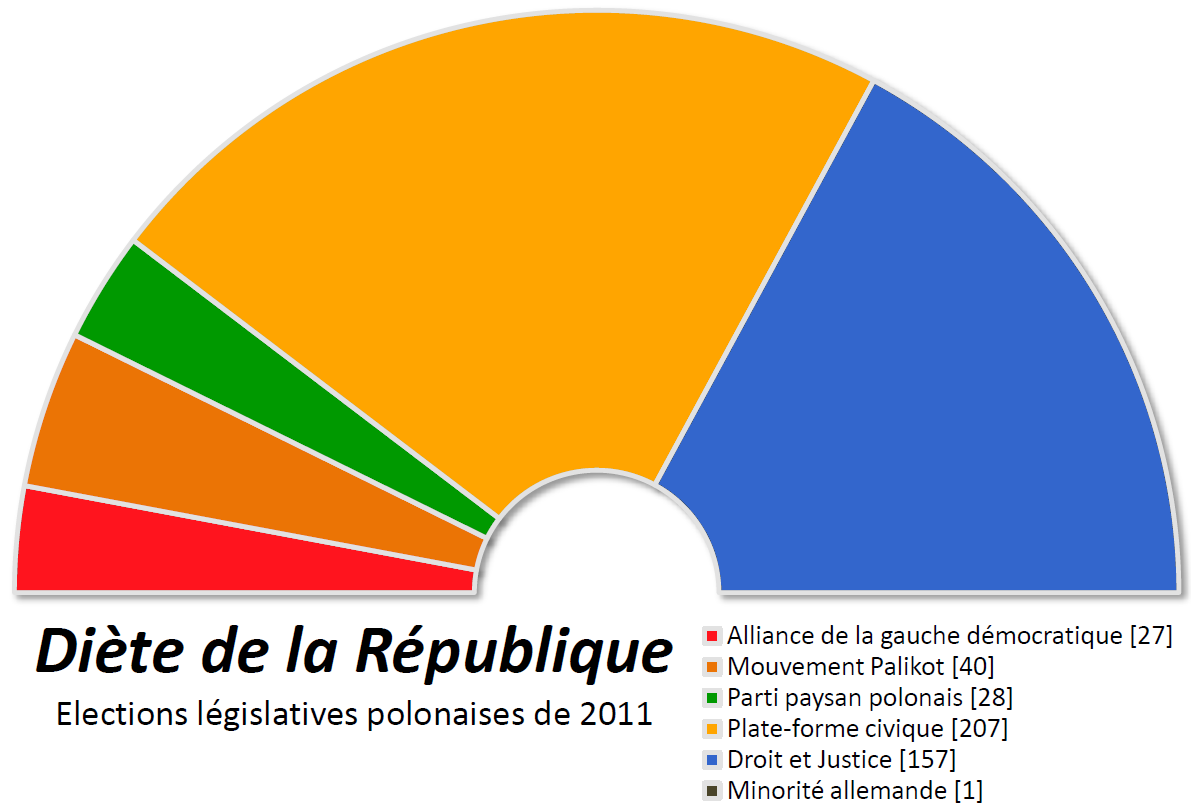
Composition de la Diète à la suite des élections de 2011.

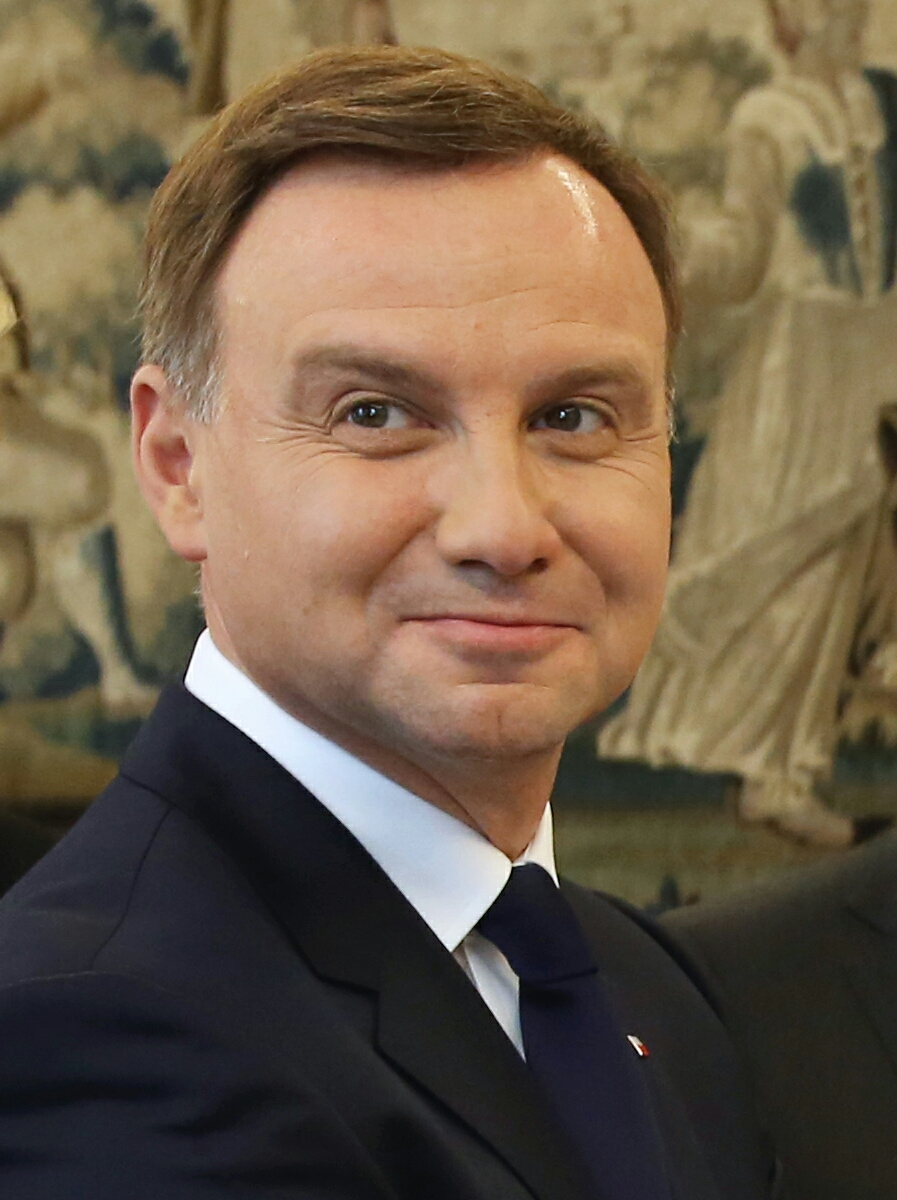
Andrzej Duda, vainqueur de l'élection présidentielle de 2015.

Lors de ces élections, la Plate-forme civique (PO), formation libérale de centre droit, est majoritaire au Parlement depuis 2007. Lors des élections parlementaires de 2011, conduite par Donald Tusk, elle avait conservé sa place de première force politique de Pologne, avec 39,18 % des voix et 207 députés élus. Donald Tusk avait ainsi pu constituer un second gouvernement avec le Parti paysan (PSL).
Le principal parti d'opposition est la formation conservatrice Droit et justice (PiS), dirigé par Jarosław Kaczyński. Droit et justice a perdu plusieurs scrutin successifs, notamment l'élection présidentielle de 2010, qui faisait suite à la mort accidentelle du président Lech Kaczyński.
Le 22 septembre 2014, Donald Tusk donne la démission de son gouvernement après avoir été désigné à la présidence du Conseil européen. C'est la maréchale de la Diète, Ewa Kopacz, qui lui succède.
Malgré une bonne popularité et la poursuite de la politique qui fut celle de Donald Tusk, le nouveau chef du gouvernement peine à s'imposer. Au second tour de l'élection présidentielle de mai 2015, le président sortant, Bronisław Komorowski, issu de la PO, est battu par le conservateur Andrzej Duda, pourtant inconnu quelques mois avant ce scrutin. Cette défaite de Komorowski, malgré l'avance que lui prêtaient les sondages au début de la campagne, augure une progression constante de PiS dans les enquêtes d'intentions de vote alors que la PO partait favorite pour une troisième victoire consécutive.

## Conditions générales

### Modalités du scrutin
La Diète (en polonais : Sejm) et le Sénat (en polonais : Senat) sont les deux chambres du Parlement de la République de Pologne qui constituent l'Assemblée nationale. La première, chambre basse, se compose de 460 membres, élus au scrutin proportionnel plurinominal. Un parti pour pouvoir siéger à la Diète doit obtenir au moins 5 % des voix, seuil qui est relevé à 8 % lorsqu'il s'agit d'une coalition. La minorité allemande est quant à elle exemptée de cette règle. La seconde, chambre haute, a 100 membres qui sont tous élus au scrutin uninominal majoritaire à un tour au sein d'une circonscription.

### Fixation de la date des élections
Le 18 juillet 2015, quelques jours avant la fin de son mandat, le président de la République, Bronisław Komorowski, a fixé la date des élections parlementaires au 25 octobre 2015. Pour la première fois depuis 2005, les élections législatives se tiendront la même année que l'élection présidentielle.

## Forces en présence
| Force politique | Force politique                                        | Positionnement et idéologie                               | Chef de file                                                                       | Résultats en 2011                                                                |
| --------------- | ------------------------------------------------------ | --------------------------------------------------------- | ---------------------------------------------------------------------------------- | -------------------------------------------------------------------------------- |
|                 | Plate-forme civique Platforma Obywatelska (PO)         | Centre droit Libéral-conservatisme, démocratie chrétienne | Ewa Kopacz Présidente du Conseil des ministres                                     | 39,1 % des voix 216 députés 63 sénateurs                                         |
|                 | Droit et justice Prawo i Sprawiedliwość (PiS)          | Droite Conservatisme, nationalisme, euroscepticisme       | Beata Szydło                                                                       | 29,9 % des voix 151 députés 31 sénateurs                                         |
|                 | Parti paysan polonais Polskie Stronnictwo Ludowe (PSL) | Centre Démocratie chrétienne, conservatisme, agrarisme    | Janusz Piechociński Vice-président du Conseil des ministres Ministre de l'Économie | 8,3 % des voix 28 députés 2 sénateurs                                            |
|                 | Gauche unie Zjednoczona Lewica (ZL)                    | Centre gauche Social-démocratie                           | Barbara Nowacka                                                                    | 18,2 % des voix 67 députés (Twój Ruch + SLD) 2 sénateurs indépendants apparentés |

Pour le parti Droit et justice, formation du nouveau président Andrzej Duda, alors que Jarosław Kaczyński était initialement pressenti pour briguer le poste de président du Conseil des ministres, c'est finalement Beata Szydło qui est désignée.

## Résultats

Parti arrivé en tête par circonscriptions électorales.

### Diète
|                        |                              |            |       |       |        |               |  |  |  |  |  |  |  |  |
| Parti                  | Parti                        | Voix       | %     | +/-   | Sièges | +/-           |  |  |  |  |  |  |  |  |
|                        | Droit et justice (PiS)       | 5 711 687  | 37,58 | 7,69  | 235    | 78            |  |  |  |  |  |  |  |  |
|                        | Plate-forme civique (PO)     | 3 661 474  | 24,09 | 15,09 | 138    | 69            |  |  |  |  |  |  |  |  |
|                        | Kukiz'15                     | 1 339 094  | 8,81  | Nv.   | 42     | 42            |  |  |  |  |  |  |  |  |
|                        | .Moderne                     | 1 155 370  | 7,60  | Nv.   | 28     | 28            |  |  |  |  |  |  |  |  |
|                        | Gauche unie (ZL)             | 1 147 102  | 7,55  | 11,26 | 0      | 67            |  |  |  |  |  |  |  |  |
|                        | Parti paysan polonais (PSL)  | 779 875    | 5,13  | 3,23  | 16     | 12            |  |  |  |  |  |  |  |  |
|                        | KORWiN                       | 722 999    | 4,76  | Nv.   | 0      | en stagnation |  |  |  |  |  |  |  |  |
|                        | Ensemble (Razem)             | 550 349    | 3,62  | Nv.   | 0      | en stagnation |  |  |  |  |  |  |  |  |
|                        | Comité pour Zbigniew Stonoga | 42 731     | 0,28  | Nv.   | 0      | en stagnation |  |  |  |  |  |  |  |  |
|                        | Minorité allemande           | 27 530     | 0,18  | 0,01  | 1      | en stagnation |  |  |  |  |  |  |  |  |
|                        | Unis pour la Silésie         | 18 668     | 0,12  | Nv.   | 0      | en stagnation |  |  |  |  |  |  |  |  |
|                        | JOW indépendants             | 15 656     | 0,10  | Nv.   | 0      | en stagnation |  |  |  |  |  |  |  |  |
|                        | Autres                       | 28 136     | 0,18  | –     | 0      | –             |  |  |  |  |  |  |  |  |
|                        |                              |            |       |       |        |               |  |  |  |  |  |  |  |  |
| Suffrages exprimés     | Suffrages exprimés           | 15 200 671 | 97,47 |       |        |               |  |  |  |  |  |  |  |  |
| Votes blancs et nuls   | Votes blancs et nuls         | 394 664    | 2,53  |       |        |               |  |  |  |  |  |  |  |  |
| Total                  | Total                        | 15 595 335 | 100   | –     | 460    | en stagnation |  |  |  |  |  |  |  |  |
| Abstention             | Abstention                   | 15 033 815 | 49,08 |       |        |               |  |  |  |  |  |  |  |  |
| Inscrits/Participation | Inscrits/Participation       | 30 629 150 | 50,92 |       |        |               |  |  |  |  |  |  |  |  |

### Sénat

Résultats des élections au Sénat 2015 :
Droit et justice (PiS)
Plate-forme civique (PO)
Parti paysan polonais (PSL)
Indépendants

|                        |                             |            |       |       |        |               |  |  |  |  |  |  |  |  |
| Parti                  | Parti                       | Voix       | %     | +/-   | Sièges | +/-           |  |  |  |  |  |  |  |  |
|                        | Droit et justice (PiS)      | 5 993 433  | 39,99 | 13,05 | 61     | 30            |  |  |  |  |  |  |  |  |
|                        | Plate-forme civique (PO)    | 4 323 789  | 28,85 | 6,75  | 34     | 29            |  |  |  |  |  |  |  |  |
|                        | Parti paysan polonais (PSL) | 1 109 675  | 7,40  | 1,99  | 1      | 1             |  |  |  |  |  |  |  |  |
|                        | Gauche unie (ZL)            | 595 206    | 3,97  | 5,89  | 0      | en stagnation |  |  |  |  |  |  |  |  |
|                        | .Moderne                    | 394 817    | 2,63  | Nv.   | 0      | en stagnation |  |  |  |  |  |  |  |  |
|                        | Kukiz'15                    | 207 156    | 1,38  | Nv.   | 0      | en stagnation |  |  |  |  |  |  |  |  |
|                        | KORWiN                      | 186 510    | 1,24  | Nv.   | 0      | en stagnation |  |  |  |  |  |  |  |  |
|                        | Autres                      | 536 929    | 3,58  | –     | 0      | 1             |  |  |  |  |  |  |  |  |
|                        | Indépendants                | 1 640 571  | 10,95 | 3,08  | 4      | 1             |  |  |  |  |  |  |  |  |
|                        |                             |            |       |       |        |               |  |  |  |  |  |  |  |  |
| Suffrages exprimés     | Suffrages exprimés          | 14 988 086 | 96,12 |       |        |               |  |  |  |  |  |  |  |  |
| Votes nuls             | Votes nuls                  | 604 947    | 3,88  |       |        |               |  |  |  |  |  |  |  |  |
| Total                  | Total                       | 15 593 033 | 100   | –     | 100    | en stagnation |  |  |  |  |  |  |  |  |
| Abstention             | Abstention                  | 15 036 117 | 49,09 |       |        |               |  |  |  |  |  |  |  |  |
| Inscrits/Participation | Inscrits/Participation      | 30 629 150 | 50,91 |       |        |               |  |  |  |  |  |  |  |  |

### Analyse
Ces élections marquent le retour au pouvoir de Droit et justice après sept années passées dans l'opposition.
Pour la première fois depuis la fin du régime communiste, un parti politique obtient la majorité absolue des sièges au Parlement polonais,.
La gauche, qui n'a pas obtenu assez de suffrages (le seuil étant fixé à 8 % pour une coalition et 5 % pour un parti), n'est pas représentée au Parlement. Le total des voix de gauche est de 11,17 %, la coalition de la Gauche unie ayant recueilli 7,55 % et le parti de gauche alternative Ensemble (Razem) 3,62 %.
Beata Szydło est nommée présidente du Conseil des ministres le 12 novembre et prête serment le lendemain.
Pour expliquer la victoire du parti Droit et justice, Le Monde note que le parti « social conservateur » a multiplié les promesses pendant la campagne pour arriver à un programme social « très coûteux » évalué entre 40 et 60 milliards de zlotys (9 à 14 milliards d’euros). Parmi les arguments de campagne que relève la quotidien, se trouvent la baisse de l’âge de départ à la retraite à 60 ans pour les femmes et 65 ans pour les hommes (au lieu de 65 et 67), le maintien des régimes spéciaux (pour les juges, les procureurs, les agriculteurs…), les médicaments gratuits pour les personnes de plus de 75 ans et une allocation familiale de 500 zlotys par mois et par enfant. D'un point de vue économique, la politique économique du PiS est largement inspirée de la politique « non orthodoxe » de Viktor Orbán : « taxation des supermarchés et des banques (qui appartiennent en grande partie à des capitaux étrangers) en instaurant une préférence nationale, taxe sur les institutions financières et renationalisation de certaines banques. »